# Paradeudorix eleala
Paradeudorix eleala is een vlinder uit de familie van de Lycaenidae. De wetenschappelijke naam van de soort is voor het eerst gepubliceerd in 1865 door William Chapman Hewitson.

## Verspreiding
De soort komt voor in de primaire regenwouden van Guinee-Bissau, Guinee, Sierra Leone, Liberia, Ivoorkust, Ghana, Togo, Benin, Nigeria, Kameroen en Equatoriaal Guinea.

## Waardplanten
De rupsen leven op Albizia zygia (Fabaceae) en Theobroma cacao (Sterculiaceae). 

## Mieren en parasieten
De rupsen worden bezocht door de mier Crematogaster buchneri en kunnen worden geparasiteerd door de schildwesp Apanteles aparopsides (Braconidae).

## Ondersoorten
- Paradeudorix eleala eleala (Hewitson, 1865) (Nigeria, Kameroen, Equatoriaal Guinea)
  - = Hypokopelates obscura Bethune-Baker, 1914
- Paradeudorix eleala viridis (Stempffer, 1964) (Guinee, Sierra Leone, Liberia, Ivoorkust, Ghana, Togo, Benin, Nigeria)
  - = Deudorix (Hypokopelates) viridis Stempffer, 1964
- Paradeudorix eleala parallela (Collins & Larsen, 2000) (Guinee-Bissau, Guinee)
  - = Hypokopelates eleala parallela Collins & Larsen, 2000
- Paradeudorix eleala cufadana (Mendes & Bivar de Sousa, 2003) (Guinee-Bissau)
  - = Hypokopelates eleala cufadana Mendes & Bivar de Sousa, 2003